# Hans Egede Schack
Hans Egede Schack (Sengelose, 1820 – Schlagenbad, 1859) è stato uno scrittore danese.
Di lui conosciamo solo due opere, che tuttavia svologono una grande importanza letteraria dando il via al realismo in Danimarca: I sognatori (1857) e Verità con riserva (1954, postumo).